# Rincón de Aguirre
Rincón de Aguirre är en ort i kommunen Tejupilco i delstaten Mexiko i Mexiko. Samhället hade 1 700 invånare vid folkräkningen 2020 och var kommunens nionde folkrikaste ort.